# Partito Comunista dei Lavoratori Portoghesi
Il Partito Comunista dei Lavoratori Portoghesi/Movimento di Riorganizzazione del Partito del Proletariato (in portoghese Partido Comunista dos Trabalhadores Portugueses/Movimento Reorganizativo do Partido do Proletariado - PCTP/MRPP) è un partito politico portoghese fondato nel 1970.
Ha assunto tale denominazione nel 1976; in precedenza, era noto come Movimento Riorganizzativo del Partito del Proletariato (Movimento Reorganizativo do Partido do Proletariado).
Alle elezioni legislative del 2011 ha superato per la prima volta l'1% dei voti.